# Giuseppe Finzi (sommergibile)
Il Giuseppe Finzi è stato un sommergibile della Regia Marina, appartenente alla classe Calvi e operante durante la seconda guerra mondiale.

## Storia
Assieme ai gemelli Calvi e Tazzoli formò la 2ª Squadriglia Sommergibili con base a La Spezia, venendo poi trasferito a Taranto e impiegato per l'addestramento. 
Partecipò clandestinamente alla guerra di Spagna svolgendo una missione dal 15 agosto al 4 settembre 1937: il 20 agosto lanciò due siluri contro due cacciatorpediniere spagnoli (classe Churruca e Lazaga), senza colpirli e subendo poi tre ore di caccia antisommergibile che causò lievi danni. Svolse altre tre manovre d'attacco delle quali una sola portata a termine, con il lancio di due siluri, il 22 agosto, contro un piroscafo (identificato come Escolano) che però li evitò.. 
Nel giugno 1939 navigò sino a El Ferrol per verificare le condizioni del passaggio dello stretto di Gibilterra.
Allo scoppio della seconda guerra mondiale fu fra i primi sommergibili italiani inviati in Atlantico: partì da Cagliari già il 5 giugno 1940 e il 13 giugno fu il primo sommergibile italiano a passare lo stretto di Gibilterra (scampando, il 12 giugno, ad un attacco del cacciatorpediniere Watchman presso Punta Almina). Rimase in agguato dapprima nei pressi delle Canarie e poi al largo di Madera senza ottenere risultati; il 6 luglio passò nuovamente lo Stretto e quattro giorni dopo arrivò a Cagliari. 
Il 7 settembre partì da La Spezia e attraversò di nuovo lo stretto di Gibilterra fra il 12 ed il 13 settembre; fu attaccato da un cacciatorpediniere con bombe di profondità senza tuttavia riportare danni gravi e il 29 del mese giunse a Bordeaux, sede della base atlantica di Betasom, senza avere affondato nessuna nave. Il 24 ottobre partì per una nuova missione e il 30 lanciò un siluro contro un mercantile armato, mancandolo; ricevette poi una dura reazione da parte di una nave da guerra, senza tuttavia riportare danni. Fra il 18 ed il 27 novembre rilevò tre convogli ma non riuscì mai ad attaccarli a causa del mare mosso e rientrò alla base il 4 dicembre. 
Fra il 10 marzo ed il 17 aprile 1941 operò al largo di Porto, a ovest delle Canarie e ad est delle Isole di Capo Verde, rilevando la presenza di due convogli ma non riuscendo ad attaccarli per la scorta. Il 10 agosto fu inviato alla ricerca di un convoglio ma non riuscì a seguirlo; il 4 settembre dovette iniziare la navigazione di rientro a causa di perdite di carburante. Fra il 6 ed il 24 dicembre partecipò – assieme ai gemelli Calvi e Tazzoli – all'operazione di trasporto dei superstiti dell'incrociatore ausiliario Atlantis e della nave cisterna Python, recuperati in precedenza dagli U-Boot tedeschi U. 126 e U. 38. 
Il 6 febbraio 1942 partì diretto nella zona a est delle Bahama e dello stretto della Florida; subì due avarie ai motori (che richiesero rispettivamente sei e quattro giorni per le riparazioni), dovendo anche rinunciare a due attacchi (contro un convoglio e una nave cisterna); poi si guastarono i periscopi e i timoni.  Nonostante tutto il Finzi riuscì, il 6 marzo 1942, a cogliere un primo successo, colpendo e affondando con quattro siluri la motocisterna inglese Melpomene (7001 tsl) nel punto 23°36' N e 62°28' N; nella notte successiva colpì con tre siluri e cannoneggiò il piroscafo Skane (4528 tsl) dovendosi però allontanare per l'arrivo di un aereo (la nave affondò comunque per i danni subiti). 
Fu poi inviato incontro al sommergibile Francesco Morosini che il 13 marzo rifornì con 21 tonnellate di nafta, affondando nel frattempo (il 9 marzo) la motonave Charles Racine (9957 tsl), con il lancio di sei siluri; si avviò poi sulla rotta di ritorno giungendo alla base il 31 marzo. 
Dopo un periodo di lavori durati aprile e maggio, il 16 giugno 1941 ripartì per raggiungere la zona d'agguato compresa fra Cuba, Santo Domingo, la Giamaica e Pedro Bank; il 9 luglio giunse nel Mar dei Caraibi. Fra il 12 ed il 20 luglio avvistò (o rilevò all'idrofono) dapprima un cacciasommergibili, poi una nave passeggeri, due navi a turbina e infine una nave cisterna scortata da tre cacciatorpediniere, oltre ad un totale di quattro velivoli; non poté però svolgere alcun attacco. Il 23 rifornì di acqua e nafta i sommergibili Francesco Morosini e Reginaldo Giuliani; sei giorni più tardi lanciò tre siluri contro una nave passeggeri senza riuscire a colpirla ed il 31 iniziò il ritorno, arrivando a Bordeaux il 18 agosto. 
Il 26 novembre, dopo un periodo di manutenzione e attività addestrativa, fu inviato nei pressi di Capo San Rocco ma dovette tornare alla base il 10 dicembre a causa di gravi avarie. L'11 febbraio 1943, guidato dal TV Mario Rossetto che ne aveva assunto il comando il 22 Gennaio 1943, partì diretto in Oceano Indiano, dove avrebbe dovuto svolgere attività di appoggio (rifornimento) al sommergibile Leonardo Da Vinci, frattanto partito per missione offensiva in quelle acque. Il 18 marzo, poco prima d'incontrarsi col Da Vinci per il rifornimento, danneggiò con cannone e siluro il piroscafo Lulworth Hill (7628 tsl) che riuscì però ad allontanarsi (la nave fu affondata poco dopo dal Da Vinci, informato della sua presenza proprio dal Finzi). Fra il 19 ed il 20 marzo il Finzi rifornì il Da Vinci e si avviò poi sulla rotta di ritorno, cogliendo due successi: il 28 marzo colpì con un siluro il piroscafo greco Granicos (3689 tsl), che affondò nel punto 3°49' N e 15°15' O (a circa 350 miglia da Freetown); l'indomani avvistò il piroscafo britannico Celtic Star (5575 tsl), che silurò e affondò il giorno seguente, nel punto 4°08' N e 17°35' O. 
Il 18 aprile arrivò a Bordeaux e, mentre stava imboccando l'estuario della Gironda, provocò lo scoppio di una mina magnetica, che non causò però danni gravi. Si decise poi di adattare il sommergibile a missioni di trasporto per l'Estremo Oriente: furono rimossi i cannoni e il periscopio d'attacco e i depositi munizioni furono convertiti in stive; i lavori ebbero termine nel luglio 1943, ma il Finzi non fu fatto partire, perché i tedeschi, ormai incerti della posizione dell'Italia nella guerra, preferivano aspettare l'evolversi dei fatti. All'armistizio il sommergibile era ancora a Bordeaux e prese a bordo il comandante della base, c.v. Enzo Grossi; quasi tutto l'equipaggio decise di continuare a combattere dalla parte della Germania e il 14 ottobre fu sbarcato (per la maggior parte entrò nei ranghi della Repubblica Sociale Italiana). Incorporato nella Kriegsmarine, il Finzi divenne dapprima Mercator I e fu poi ribattezzato U. IT. 21; si pensò dapprima di impiegarlo nelle missioni di trasporto ma l'idea fu abbandonata per via del cattivo stato in cui versava; fu posto in disarmo nell'aprile del 1944 ed il 20 agosto dello stesso anno minato e fatto saltare in aria.